# 中鉄バス

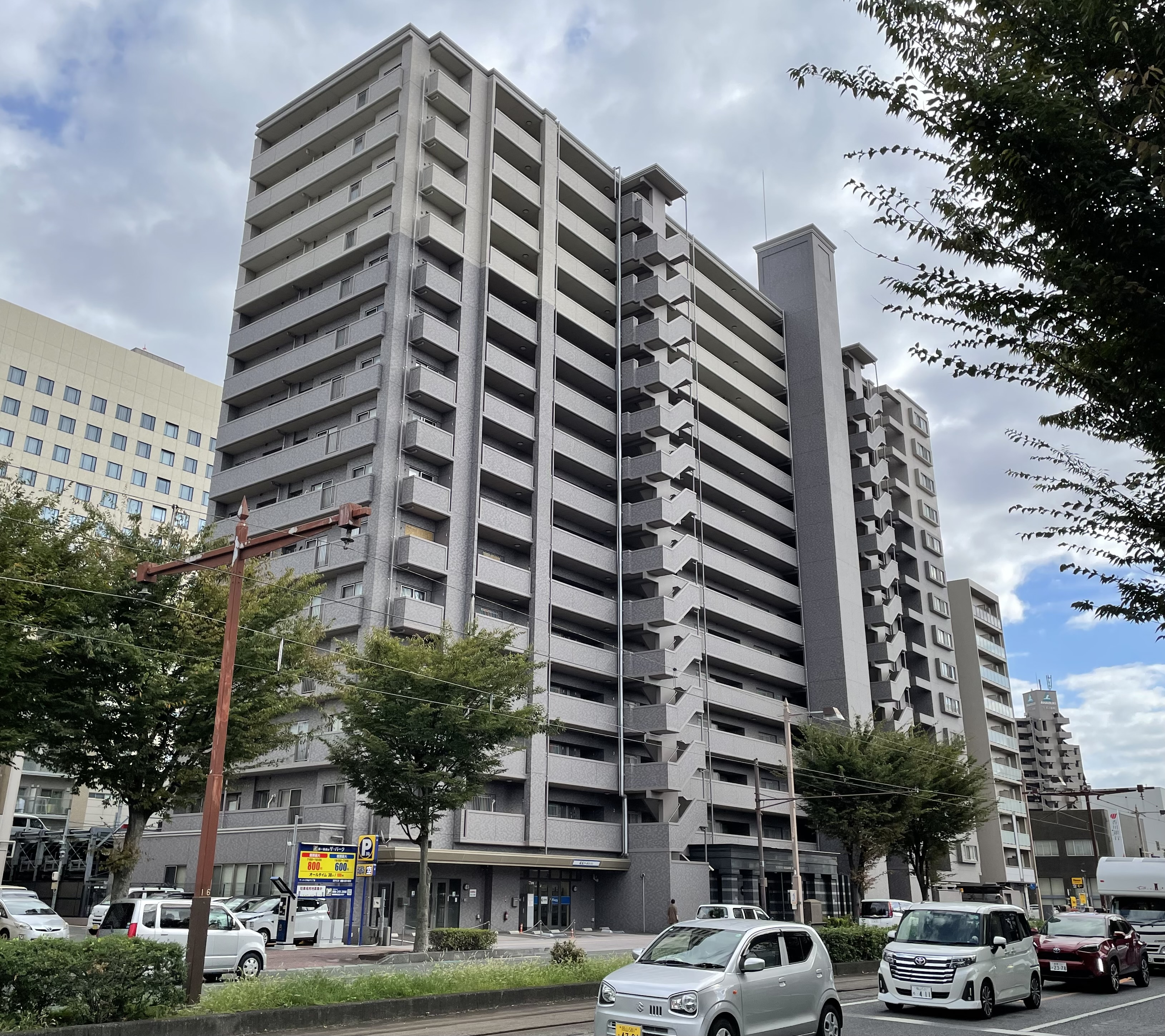
中鉄バスの本社が入居する中山下の高層マンション（2024年10月）

中鉄バス株式会社（ちゅうてつバス、英: Chutetsu Bus Co.,Ltd）は、岡山県南部を営業エリアとするバス会社である。創業時の社名は中国鉄道株式会社（ちゅうごくてつどう）。
かつては鉄道路線（現在のJR西日本津山線・吉備線）を有していたが、戦時中の1944年に国有化されたため、バス専業会社となり、社名も1967年に中鉄バス株式会社と改めた。

## 概要
本社位置は岡山市北区中山下であり、往時は同地に本社ビルとして独自のバスターミナルを設置していたが、実際は設立時から現在まで吉備線の沿線である岡山市北区の一宮地域近辺に本拠に準ずる関連施設（事務所や整備所を兼ねた営業所車庫。往時は整備工場や関連会社の統括事務所、子会社である中鉄観光や中鉄商事の本社など）を設置している。
1990年代後期ごろまでは、中鉄ストア（中鉄商事）、中鉄不動産、中鉄観光、中鉄オートサービスなどを擁する「中鉄流通グループ」を形成・統括する中核企業であったが、バブル景気などの時代の荒波に押され、かつての隆盛はない。この時代には、一宮地域に「中鉄ショッピングセンター前」（現在の「一宮東」バス停）や「一宮中観前」（現在の備北バス「五軒屋下」バス停）といった自グループ会社の施設をランドマークとしたバス停も存在していた。
中鉄ストアは中鉄不動産を介してフレスタ（操南店、新見店、津島モール店など）山陽マルナカ（一宮ドリームパーク店、中庄マスカット店など）わたなべ生鮮館（吉備庭瀬店など）グランドマート（佐山店）に賃貸・売却されており、かつての本部（中鉄ショッピングセンター）敷地跡はケイコーポレーションに売却されて建物が建て替えられ「さすが家一宮店」（のち「かもがた亭 一宮店」となった）および、山陽マルナカ一宮店の駐車場となった。また、中鉄オートサービスはTAS（タス）コーポレーションと名を変え、岡山市一宮から同市内の白石地区に移転された。移転前にTASコーポレーションが存在した跡地は現在、白十字の岡山一宮店および、その裏にある住宅分譲地となっている。またTASコーポレーションが移転直前まで運営していたガソリンスタンド（当時は伊藤忠エネクスオリジナルブランド）は、TASの移転と同時に同業他社であるマティクスが引き継いで昭和シェル石油ブランドとなり、国道180号を東に150m進んだ位置（かつてのふじうら一宮店の跡地）へと移転して運営を続けている。
近年は、外資系金融機関等の支援により、経営再建も実りつつあり、近年では新型車両の導入、岡山営業所（リサーチパークに自社用地に建設）の新築、新ユニホームの導入、新規事業として貸切バス事業の再開など新たなる展開が行われている。。
第199期決算(2024年３月期)では、長期債務が解消され、再建へ再スタートがはじまっている。
バス路線は、かつて自社路線であったJR津山線・吉備線沿線（国道53号・180号線沿い）、南部の岡山市・総社市、北部の津山市・真庭市を中心に、南部の岡山市から北部の鳥取県境近く まで岡山県内に広大な路線網を持っていたが、不採算路線を廃止もしくは分離子会社に譲渡した結果、現在、高速バス路線を除く中鉄バス本体の路線網は、岡山市周辺のみとなり、最盛期に比べて大幅に縮小している。
岡山県は中小バス事業者がひしめき合う激戦区であるため、バス会社同士の関係は必ずしも良好でない事情があり、中鉄バスは天満屋バスステーションに乗り入れないなど独自路線を取ってきた。特に同じ鉄道事業出身である両備グループ（両備ホールディングス・岡山電気軌道）や下津井電鉄とは意見が衝突することもあった。
そのような背景の中、2003年4月に実施された中国JRバス両備線の運行移管時の協議のこじれが発端で、両備ホールディングス（両備バス）・岡山電気軌道（岡電バス）・下津井電鉄（下電バス）との間で競合関係が各地で生じていた が、2016年1月31日をもって廃止された。特に岡電バスとは、互いの営業エリアに競合する新規路線を開設し合ったり、岡山 - 神戸間の高速バス（中鉄バスと神姫バスとの共同運行）に2005年2月から同社初の高速バス路線を開設して同路線に参入するなど熾烈さを増していたが、両備グループ2社（両備ホールディングス・岡山電気軌道）及び中鉄バスの3社が岡山県の公共交通システムを互いに協力することで合意したため、2007年1月1日に岡山空港リムジンバスを中鉄バス・岡電バスの共同運行へ、2007年1月4日には、競合関係にあった岡南飛行場・労災病院線を岡電バスに、同じく競合関係にあった半田山ハイツ・津高台団地線・免許センター線を中鉄バスにそれぞれ一本化し、中鉄単独で運行していた新保・万倍線と泉田・福富西3丁目線、労災病院→松浜町→天満屋→岡山駅系統については岡電バスに運行を移管することとなった。
2008年7月22日からは、国道53号線で中鉄バスと岡電バスがそれぞれ運行する、半田山ハイツ・津高台団地線、国立病院線、運転免許センター線（いずれも中鉄バス運行）と津高営業所線（岡電バス運行）の4路線を両社の共同運行 とし、これらの路線のみHarecaやPiTaPa・ICOCAなどICカードが利用できるようになった。それ以外の路線では長らくICカードを導入せず、引き続き中鉄バス専用バスカードが利用可能であったが、2021年10月1日より国道180号線方面の各路線と吉備中央町（下加茂・杉谷・福沢）方面路線でHarecaの導入を開始、バスカードの利用は同年12月末で終了となる。
2009年3月20日からは、中鉄バス・神姫バス共同運行路線と両備ホールディングス（2008年2月1日に岡山電気軌道から運行移管）単独路線の2路線が競合していた倉敷・岡山 - 神戸線が、中鉄・神姫・両備の3社共同運行路線へ移行した。
一方、下電バスとは岡山空港リムジンバスで競合し両者の客引き合戦で利用者から苦情が出ていたが、岡山県と中国運輸局岡山運輸支局が調整に入り、2005年6月1日から下電・中鉄2社の共同運行となった。
また、テレビせとうちと岡山ネットワーク（Oniビジョン）の設立に寄与し、かつては両社の筆頭株主であったが、自社の経営難から1999年12月20日に両者の保有株全株を山陽新聞社に売却し経営から撤退している。

## 沿革

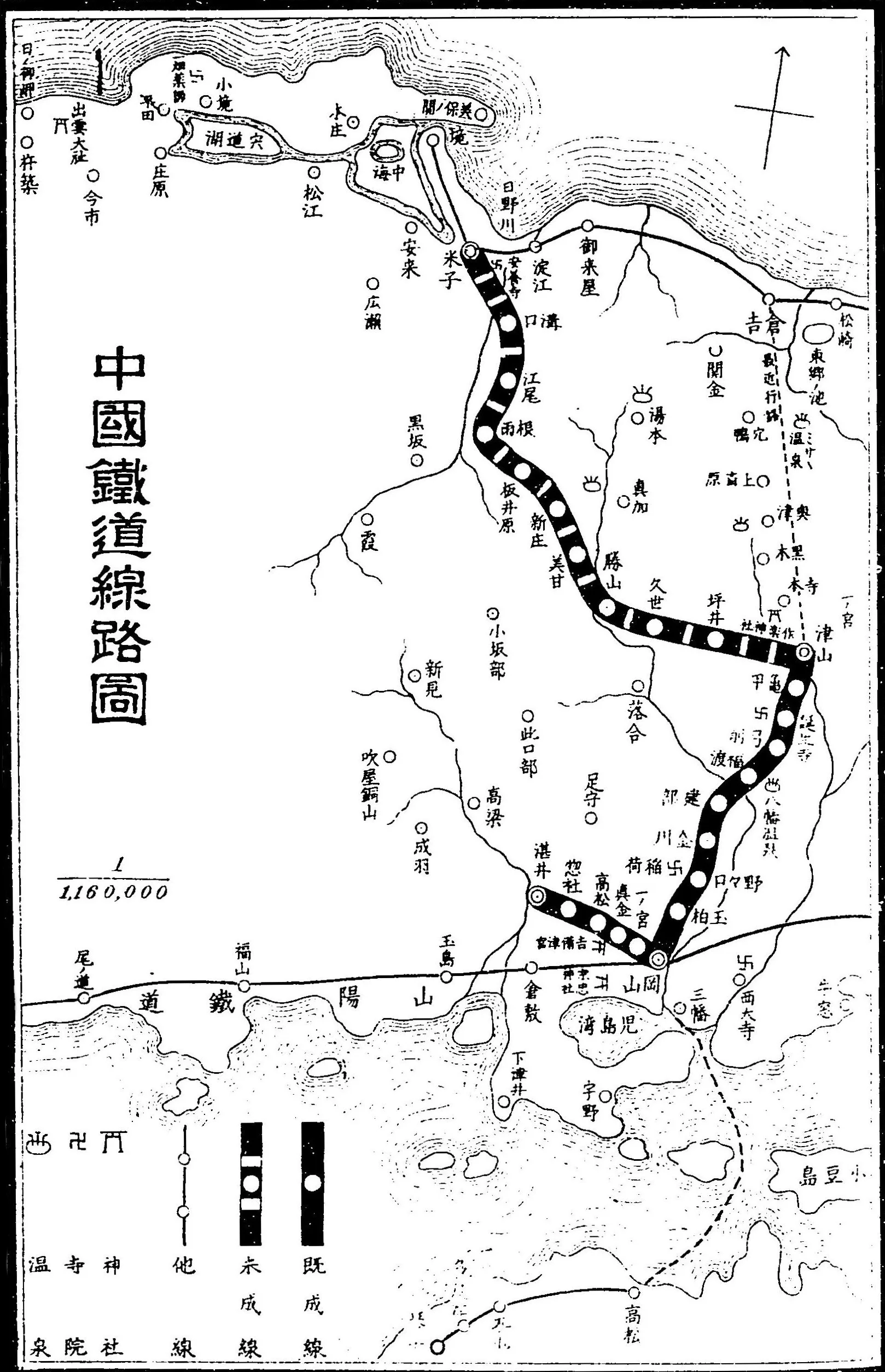
中国鉄道株式会社 1906年の路線図

- 1896年（明治29年）4月30日 : 中国鉄道株式会社として設立。
- 1898年（明治31年）12月21日 ： 本線（現在のJR津山線）岡山市[注 8] - 津山（現在の津山口）間が開業。
- 1904年（明治37年）
  - 11月10日：  吉備鉄道（未開業・現在のJR吉備線）を合併。
  - 11月15日：  吉備線岡山市 - 湛井間が開業。
- 1925年（大正14年）2月17日：  総社（現在の東総社） - 湛井間を廃止、総社 - 西総社（現在の総社）間が開業。
- 1932年（昭和7年）から1933年（昭和8年）： 日本初のトイレ付き気動車4両を導入。
- 1944年（昭和19年）6月1日：  中国鉄道の鉄道部門が戦時買収私鉄指定により国有化され、津山線・吉備線となる。バス部門は私鉄の戦時買収による国有化の対象外となり、社名は中国鉄道のままバス会社となる[注 9]。
- 1967年（昭和42年）4月1日： 商号を中鉄バス株式会社に変更。
- 1989年（平成元年）12月22日：  岡山 - 米子・松江間に「ももたろうエクスプレス」を両備バス・日ノ丸自動車・一畑電気鉄道（現：一畑バス）との共同運行で運行開始[注 10]
- 1990年（平成2年）3月22日：  倉敷・岡山・津山 - 東京（新宿）間に「マスカット」を関東バス（現：ケイビーバス）との共同運行で運行開始[注 11]。
- 1994年（平成6年）
  - 9月1日：  倉敷・岡山 - 神戸（三ノ宮）間に「ハーバープリンス」を神姫バス[注 12] との共同運行で運行開始。
  - 11月17日 ： 岡山 - 宇和島間に「マスカット」を宇和島自動車[注 13] との共同運行で運行開始（現在は廃止）。
- 1995年（平成7年）4月21日：  津山・岡山 - TDL・西船橋・海浜幕張・千葉間に「マスカット」を京成電鉄（現：京成バス）[注 14] との共同運行で運行開始[2][注 15]（現在は廃止）。
- 1996年（平成8年）3月1日：岡山県共通バスカードを導入。
- 1997年（平成9年）3月16日：  岡山道の全線開通に伴い、岡山 - 米子・松江間に「ももたろうエクスプレス」を両備バス・日ノ丸自動車・一畑電気鉄道（現：一畑バス）との共同運行で運行再開[注 16]。
- 2003年（平成15年）
  - 3月20日：  岡山 - 姫路間に「播備ライナー」を中国ジェイアールバス・神姫バスとの共同運行で運行開始（現在は廃止）。
  - 4月1日：  中国ジェイアールバスの岡山県内一般路線撤退に伴い、中庄線（岡山 - 中庄間）を譲受。中庄北線の運行開始。
- 2004年（平成16年）
  - 1月15日：  岡山市南区岡南地区方面（岡南飛行場線・労災病院線）への路線バス運行開始。同時に、岡山営業所岡南車庫（岡山市南区浦安本町）を新設。
  - 10月1日：  津山中鉄バスセンターの土地・建物が津山広域事務組合に売却されたのに伴い、名称を「津山広域バスセンター」に変更[注 17]。
  - 10月6日：  津山営業所久世車庫が新設されて、津山営業所勝山出張所が廃止。
  - 12月18日：  岡山 - 倉吉間に「くらよしエクスプレス」を両備バス・日ノ丸自動車との共同運行で運行開始（現在は日ノ丸自動車の単独運行となり、多客期のみの運行に格下げ）。
  - 12月31日： 普通路線「吉宗（日応寺・富吉）経由、岡山空港行」と「大窪経由、稲荷山行」を廃止する。吉宗経由線は辛香線に統合、岡山空港行は空港リムジンバスに統合、大窪経由線は芳賀佐山団地線に統合、稲荷山行は高松経由線に統合。
- 2005年（平成17年）
  - 6月1日：  岡山空港リムジンバス倉敷駅北口 - 岡山空港線を、中鉄バス単独運行から下津井電鉄との共同運行へ運行形態を変更。
  - 7月13日：  高速バス岡山 - 岡山空港・吉備高原都市経由勝山線（岡山 - 岡山空港間は岡山空港リムジンバスとして存続）と倉敷 - 西坂台循環を廃止。これで倉敷地区の一般路線は全廃。
- 2006年（平成18年）
  - 4月1日：  岡山空港リムジンバス岡山 - 岡山空港線の特急便と岡山 - リサーチパーク - 岡山空港線（普通便）の岡山側発着地を岡山駅に変更し、岡山 - 国道180号線方面行路線バスの岡山側発着地を一部を除いて岡山中鉄バスセンターから天満屋バスセンターに変更。
  - 5月8日：  岡山中鉄バスセンター発着便を天満屋バスセンター発着に変更、岡山中鉄バスセンターは5月10日をもって閉鎖。
  - 5月11日：  本社営業所を岡山市北区富吉の岡山リサーチパーク・富吉地区内にあるリサーチパーク営業所（本社営業所リサーチパーク車庫から格上げ）に移転。
  - 5月17日：  本社を岡山市北区磨屋町の磨屋町ビルに移転。
- 2007年（平成19年）
  - 1月1日：  岡山空港リムジンバス岡山駅 - 岡山空港線を、中鉄バス単独運行から岡山電気軌道との共同運行へ運行形態を変更。
  - 1月4日：  岡南飛行場・労災病院線を岡山電気軌道単独運行、半田山ハイツ・津高台団地線・免許センター線を中鉄バス単独運行、新保・万倍線と泉田・福富西3丁目線、労災病院→松浜町→天満屋→岡山駅系統の運行を岡山電気軌道へ移管する運行形態の変更を実施。同時に、リサーチパーク営業所岡南車庫を閉鎖。
  - 4月：  リサーチパーク営業所を岡山市北区芳賀の岡山リサーチパーク・芳賀地区へ移転、名称を岡山営業所に改称。
  - 6月30日：  空港リムジンバス津山線廃止。既存の乗合タクシー（勝田交通）に代替。
- 2008年（平成20年）
  - 3月20日：  高速バス「マスカット号」の中鉄バス担当便の運行を両備ホールディングスへ移管。
  - 7月18日: 楢津・芳賀佐山団地・大窪経由一宮東行、津高台団地・半田山ハイツ経由辛香行の深夜バスがこの日の運行をもって廃止。
  - 7月22日： 国道53号線で岡電バスと中鉄バスがそれぞれ運行していた、半田山ハイツ・津高台団地線、国立病院線、免許センター線（いずれも中鉄バス運行）、津高営業所線（岡電バス運行）の4路線（共同運行後は3路線）を両社の共同運行に。同時に、この共同運行路線でHareca・PiTaPa・ICOCAを導入。
  - 10月1日： 岡山県共通バスカードの廃止に伴い、代替カード「中鉄バス専用バスカード」の販売を開始（岡山県共通バスカードは中鉄バス発行分のみ利用可能）。前述の国道53号線はHareca（PiTaPa・ICOCAも利用可能）に移行。
  - 11月1日： 津山営業所のバス路線を中鉄北部バスへ分離譲渡。
- 2009年（平成21年）3月20日： 倉敷・岡山 - 神戸線が中鉄バス・神姫バス共同運行から、両備ホールディングスを加えた3社共同運行へ移行。
- 2010年（平成22年）6月1日： 新規事業として貸切バス事業を35年ぶりに車両5両にて再開。同グループの中鉄観光、中鉄美作バスも引き続き貸切バス専業として経営。
- 2012年（平成24年）
  - 4月1日： 岡山市北区御津・建部地区にてデマンドバス運行。
  - 5月29日： 昭和27年から60年間社長を務めていた藤田正藏社長が急逝。享年83。
- 2016年（平成28年）
  - 1月31日： 北長瀬中庄線がこの日の運行をもって廃止。
  - 4月27日： 三門経由国立病院線を廃止する。国立病院線は国道53号線方面路線に統合。
- 2017年（平成29年）
  - 2月：中鉄グループ創立120周年記念復刻デザイン車導入（6月以降も2台追加）。
  - 10月1日： 国道53号線のみ交通系ICカード全国相互利用サービスを開始。
- 2018年（平成30年）8月31日： 吉備津神社・稲荷山・大井線がこの日の運行をもって休止[3]。
- 2020年（令和2年）1月1日：最上稲荷初詣臨時バスを下電観光バスに移管。
- 2021年（令和3年）
  - 8月2日： 岡山桃太郎空港リムジンバスでHareca・全国相互利用サービス対応のICカードを導入。
  - 9月30日： 岡山営業所の一部販売場所で中鉄バス専用バスカードの販売終了。
  - 10月1日： 国道180号線方面と吉備中央町（下加茂・杉谷・福沢）方面でHarecaを導入。
  - 12月28日：総社駅 - 新本線でこの日をもって岡山県共通バスカード（中鉄バス発行）及び中鉄バス専用バスカードの利用停止。
  - 12月31日：残る路線でこの日をもって岡山県共通バスカード（中鉄バス発行）及び中鉄バス専用バスカードの利用停止。
- 2022年（令和4年）
  - 9月23日：岡山桃太郎空港リムジンバスに杜の街を加えた、杜の街・岡山駅 - 岡山空港線の岡山電気軌道との共同運行を開始。
- 2023年（令和5年）
  - 4月1日：Hareca定期券のサービスを開始。従来の紙の定期券は継続時などに順次Hareca定期券に切り替えられる。

## 営業所（車庫）の所在地
- 岡山営業所

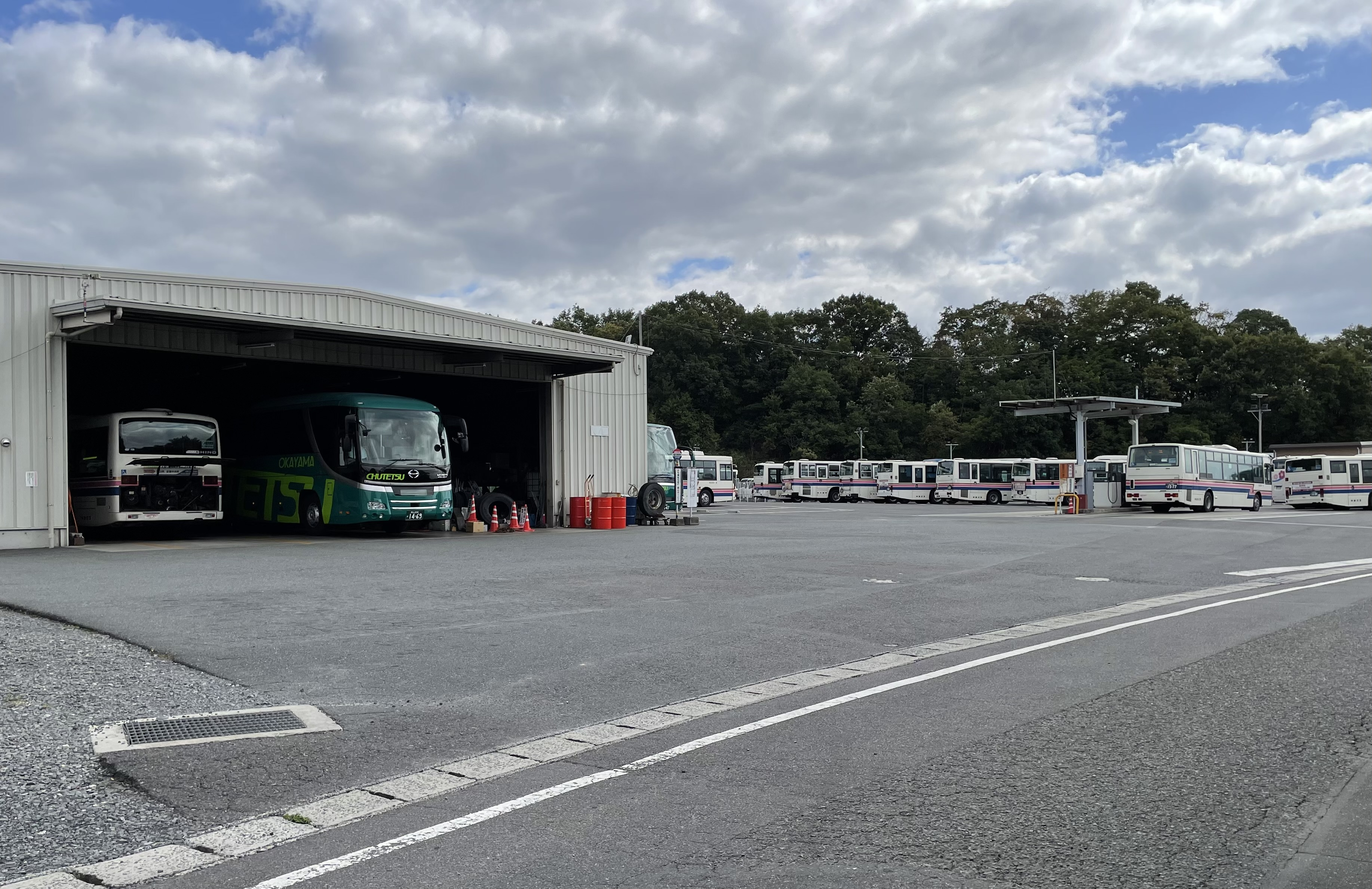
岡山リサーチパーク内にある中鉄バス岡山営業所

  - 岡山市北区芳賀5306-1（岡山リサーチパーク内）
- 岡山営業所加茂市場車庫
  - 岡山県加賀郡吉備中央町加茂市場（吉備中央町お祭り会館南側、三叉路角地先の露天駐車場）
- 岡山営業所総社出張所
  - 岡山県総社市駅前2丁目2番10号（十字路角地の二階建て雑居ビル内　※建物の西側に4台分枠の露天駐車場有）
- 岡山営業所総社出張所妙仙寺車庫
  - 岡山県加賀郡吉備中央町北（妙仙寺正門南側・妙仙寺前停留所地内 ※1台分の車庫あり）
- 御津営業所
  - 岡山市北区御津矢原285-2

## 主なターミナル
- 岡山駅
- 天満屋バスセンター
- 杜の街バスターミナル
- 岡山空港
- 倉敷駅

### かつて存在したターミナル・車庫
- 岡山中鉄バスセンター（岡山市／旧本社ビル・中山下車庫併設。現在は高層マンションが立っており、その一室に現本社が入居）
- 本社田町車庫（岡山市／旧本社ビルに対して向かい側南にあった露天の分室車庫【現在の北区田町2丁目10-11 ふぐ政岡山本店の北隣一帯の駐車場】）
- 国体町車庫（岡山市）
- 伊島車庫（岡山市）
- 大井川車庫（岡山市）
- 足守車庫（岡山市）
- 小山車庫（岡山市）
- 西辛川車庫（岡山市／旧中鉄観光交通本社）
- 一宮車庫（岡山市／総合整備工場併設。現在のタスコーポレーションの前身）
- 岡南車庫（岡山市）[注 18]
- リサーチパーク車庫（岡山市）[注 19]
- 昭和町車庫（倉敷市）
- 四十瀬車庫（倉敷市／後に、中鉄観光交通倉敷営業所に変更）
- 津山中鉄バスセンター（津山市）
- 津山車庫（津山市／現在の中鉄北部バス昭和町車庫）
- 東一宮車庫（津山市／旧中鉄北部バス津山営業所）
- 久世車庫（真庭市／旧中鉄北部バス・旧中鉄美作バス久世営業所）
- 勝山中鉄バスセンター（真庭市）
- 勝山車庫（真庭市）
- 湯原車庫（真庭市／現在の中鉄美作バス湯原営業所）

## 高速バス路線
詳細は各路線の記事もしくは外部リンクの中鉄バスWebサイトを参照。
※〈 〉内の記述は共同運行会社。

### 現行路線
ハーバープリンス
〈両備バス〉
ももたろうエクスプレス
〈両備バス・中国JRバス・日ノ丸自動車・一畑バス〉

### 休止・廃止された路線
岡山 - 勝山 - 湯原温泉 - 蒜山高原線（ロマンチックロード）
2008年11月1日に中鉄北部バスへ運行を移管。
マスカット号<ケイビーバス>
2008年3月20日に両備ホールディングスに運行を移管。なお、予約・発券業務は引き続き継続。
くらよしエクスプレス <両備バス・日ノ丸自動車>
現在は「新倉吉街道エクスプレス」として日ノ丸自動車単独で運行。なお、予約・発券業務は両備バスに移管。
蒜山高原・湯原温泉・勝山・落合 - 大阪線<阪急バス>
2008年11月1日に中鉄北部バスへ運行を移管したが、同年12月20日の運行をもって廃止された。
播備ライナー <中国JRバス・神姫バス>
マスカット号・トウキョウベイライン（津山・岡山 - TDL・海浜幕張）<京成電鉄（廃止当時）>
マスカット号・ウワジマエクスプレス（岡山 - 宇和島）<宇和島自動車>
岡山 - 津山 - 落合 - 勝山 - 湯原温泉 - 蒜山高原線
元々国道53号・181号・313号経由の特急バスとして運転されていたが、後に院庄IC - 落合IC間を中国自動車道経由に変更（当初は超特急として岡山 - 蒜山高原系統のみ運行していたが、その後全便中国自動車道経由での運行となって超特急は特急に格下げ）して運行するようになった。
岡山自動車道の開通に伴い、次第に本数が減少し、現在は廃止された。
神戸三宮・姫路 - 津山・奥津・上斎原線
倉敷 - 蒜山高原線
倉敷 - 広島線
米子 - 蒜山高原線 <日ノ丸自動車>
1993年の夏季限定で運行された。

## 岡山桃太郎空港リムジンバス
杜の街・岡山駅 - 岡山桃太郎空港 <岡山電気軌道>
倉敷駅 - 岡山桃太郎空港 <下津井電鉄>
- 全便Hareca・全国相互利用サービス対応のICカード（10カード）が利用可能。

### 廃止路線
津山 - 岡山空港

## 路線バス

### 国道53号方面
これらの路線では岡電バスと共同運行しているため、Harecaの他全国相互利用サービス対応のICカード（10カード）も利用が可能であるが、中鉄バス専用バスカードは利用出来なかった。岡電バス・中鉄バス発行のHareca定期券利用可能。
天満屋バスセンター・岡山駅発はノンストップ便を除き岡山駅 - 跨線橋東間は西川緑道公園前・岡ビル前を経由する。

#### 免許センター線
- 岡山駅 → 免許センター（ノンストップ便）

平日1便（中鉄バス担当）のみ運行。
- 天満屋バスセンター - NTT岡山前 - 岡山駅 - 済生会病院前 - スポーツセンター前 - 学南町 - 岡山大学筋 - 武道館口 - 明誠学院前 - 岡山商大前 - 笹ヶ瀬 - 津高営業所妙でん寺前 - 中原 - エブリイOkanaka津高前 - 小幸田口 - 小林口 - 横井小学校前 - 二軒茶屋 - 吉宗 - 辛香口 - 辛香 - 免許センター
- 天満屋バスセンター - NTT岡山前 - 岡山駅 - 済生会病院前 - スポーツセンター前 - 学南町 - 岡山大学筋 - 武道館口 - 明誠学院前 - 岡山商大前 - 笹ヶ瀬 - 津高営業所妙でん寺前 - 中原 - エブリイOkanaka津高前 - 小幸田口 - 小林口 - 横井小学校前 - 二軒茶屋 - 吉宗 - 辛香口

天満屋バスセンター行きの午前8時以前の便は辛香口が始発で、天満屋バスセンター発の午後6時以後の便は辛香口が終点となる。

#### 国立病院線
- 天満屋バスセンター - NTT岡山前 - 岡山駅 - 済生会病院前 - スポーツセンター前 - 学南町 - 岡山大学筋 - 武道館口 - 明誠学院前 - 岡山商大前 - 笹ヶ瀬 - 津高営業所妙でん寺前 - 中原 - エブリイOkanaka津高前 - 小幸田口 - 大岩口 - 田益 - 国立病院

2024年3月16日から平日の一部の便は岡山駅発着となる。

#### 半田山・津高台団地線
- 天満屋バスセンター - NTT岡山前 - 岡山駅 - 済生会病院前 - スポーツセンター前 - 学南町 - 岡山大学筋 - 武道館口 - 明誠学院前 - 岡山商大前 - 笹ヶ瀬 - 津高営業所妙でん寺前 - 津波井 - 津高台団地西 - 津高台団地中 - 半田山ハイツ東区 - ゴルフセンター前 - 半田山ハイツ西区 - 本村

2024年3月16日から平日の一部の便は岡山駅発着となる。

### 国道180号方面
これらの路線ではHarecaが利用可能だが、国道53号方面とは異なり全国相互利用サービス対応のICカード（10カード）は利用不可。Hareca定期券利用可能。
天満屋バスセンター・岡山駅発は岡山駅 - 跨線橋東間は西川緑道公園前・岡ビル前を経由せずに無停車。

#### 芳賀佐山団地・リサーチパーク線
- 天満屋バスセンター - NTT岡山前 - 岡山駅 - 済生会病院前 - 三門 - 万成 - 平津橋 - 平津 - 楢津南 - 平津小学校前 - 緑ヶ丘団地入口 - 晃の里前 - 芳賀団地 - 芳賀佐山郵便局前 - 佐山団地 - 県営住宅前 - 上芳賀 - 工業技術センター （→ 岡山運輸支局）

平日朝3便のみ岡山運輸支局まで運行。
2024年3月16日から一部の便は岡山駅発着となる。
- 工業技術センター → 上芳賀 → 県営住宅前 → 佐山団地 → 芳賀佐山郵便局前 → 芳賀団地 → 晃の里前 → 緑ヶ丘団地入口 → 平津小学校前 → 矢坂大橋 → 平津橋 → 万成 → 三門 → 済生会病院前 → 岡山駅 → NTT岡山前 → 天満屋バスセンター

平日朝の天満屋バスセンター行きの片道1本のみ、平津小学校前 - 平津橋間を矢坂大橋経由で運行。

#### 吉備高原リハビリセンター線
- 天満屋バスセンター - NTT岡山前 - 岡山駅 - 済生会病院前 - 三門 - 万成 - 平津橋 - 平津 - 楢津南 - 平津小学校前 - 緑ヶ丘団地入口 - 晃の里前 - 芳賀団地 - 芳賀佐山郵便局前 - 佐山団地 - 県営住宅前 - 上芳賀 - リサーチパーク入口 - 富吉本村 - 富吉本村西 - 山上口 - 真星 - 吉備高原口 - 吉備高原大橋 - 吉備青少年自然の家入口 - きびプラザ - 上野口 - リハビリセンター前（吉備高原都市）
- リハビリセンター前 → 上野口 → きびプラザ → 吉備青少年自然の家入口 → 吉備高原大橋 → 吉備高原口 → 真星 → 山上口 → 富吉本村西 → 富吉本村 → 工業技術センター → 上芳賀 → 県営住宅前 → 佐山団地 → 芳賀佐山郵便局前 → 芳賀団地 → 晃の里前 → 緑ヶ丘団地入口 → 平津小学校前 → 楢津南 → 平津 → 平津橋 → 万成 → 三門 → 済生会病院前 → 岡山駅 → NTT岡山前 → 天満屋バスセンター

　天満屋バスセンター行きは1日2本のみ、岡山リサーチパーク内の工業技術センター・インキュベーションセンターを経由する。それ以外の便は岡山リサーチパーク内には入らず、吉備新線上にあるリサーチパーク入口停留所を経由する。

#### 大窪経由佐山団地線
- 天満屋バスセンター - NTT岡山前 - 岡山駅 - 済生会病院前 - 三門 - 万成 - 平津橋 - 矢坂大橋 - 一宮東 - 中川橋 - 辛川下 - 大窪下 - 大窪 - 松尾 - 下芳賀 - 顕本寺前 - 上芳賀 - 県営住宅前 （→ 佐山団地）

天満屋バスセンター行きは県営住宅前が始発で、天満屋バスセンター発は佐山団地が終点となる。

#### 芳賀佐山団地・大窪経由一宮東線
- 天満屋バスセンター - NTT岡山前 - 岡山駅 - 済生会病院前 - 三門 - 万成 - 平津橋 - 平津 - 楢津南 - 平津小学校前 - 緑ヶ丘団地入口 - 晃の里前 - 芳賀団地 - 芳賀佐山郵便局前 - 佐山団地 - 県営住宅前 - 上芳賀 - 顕本寺前 - 下芳賀 - 松尾 - 大窪 - 大窪下 - 辛川下 - 中川橋 - 一宮東

### 吉備中央町（下加茂・杉谷・福沢）方面
平日のみ運行。国立病院 - 虎倉間は御津・建部コミュニティバスとして運行。国立病院 - 中山間は辛香・免許センターのみ停車。
- 国立病院 - 辛香 - 免許センター - 中山 - 野々口 - 葛城橋 - 御津公民館前 - 金川駅 - 金川表町 - 紙工 - 虎倉 - 下加茂 - 加茂川中学校前 - 宮前 - 井原 - 尾原 -  福沢口 - 福沢

朝の福沢→国立病院行きと夕方の国立病院→福沢行きの1往復のみ運行。
- 国立病院 → 辛香 → 免許センター → 中山 → 野々口 → 葛城橋 → 御津公民館前 → 金川駅 → 金川表町 → 紙工 → 虎倉 → 下加茂 → 加茂川中学校前 → 宮前 → 井原 → 尾原 → 福沢口 → 杉谷

夕方の国立病院→杉谷行きの片道1本のみ運行。
- 下加茂 - 円城 - 小森温泉前 - 二川 - 湯ノ瀬温泉前 - 井原

朝の井原→下加茂行きと夕方の下加茂→井原行きの1往復のみ運行。下加茂で朝の福沢→国立病院行きと夕方の国立病院→杉谷行きにそれぞれ接続する。

### 総社地区
これらの路線ではHarecaは使えない。

#### 総社駅 - あおいハイツ - 新本線
- 総社駅 - 市役所前 - 鉄工団地前 - 秦 - あおいハイツ東 - 山田 - 新本

平日朝の総社駅行き2便・夕方の新本行き1便のみ運行。バスカードは2021年12月28日で取扱いを終了した。

#### 総社駅  - 田土・宮前（加茂市場）線
- 総社南高北 - 総社駅 - 湛井 - 塚元 - 大和郵便局前 - 妙仙寺前 - 田土 - 宮前

総社南高北 - 総社駅間および妙仙寺前 - 宮前間は平日・土曜のみ運行（祝日は運休）。

### 休止・廃止された路線
- 岡山駅 - 天満屋バスセンター - 豊成 - 松浜町 -労災病院
- 岡山駅 - 天満屋バスセンター - 豊成 - 浦安土地改良区前 - カルチャーパーク前 - 岡南飛行場

2007年1月4日に岡電バスの既存路線に移管
- 岡山駅 - 天満屋バスセンター - 奥田南町 - 新保北 - 泉田北 - 泉田東 - 福富西3丁目

2007年1月4日に岡電バスに移管。同年3月31日をもって廃止。
- 岡山駅 - 天満屋バスセンター - 奥田南町 - 新保北 -〈新保→西市団地→芳田郵便局前→泉田北〉（循環）

2007年1月4日に岡電バスに移管。同年4月1日に天満屋バスセンター - 岡山駅 - 富田 - 新保北 -〈新保→西市団地→芳田郵便局前→泉田北〉（循環）に変更。
- 岡山駅 - 天満屋バスセンター - 大雲寺前 - 岡山大供 - 北長瀬駅前

2016年2月1日に岡電バス・両備バス・下電バスの既存路線に移管。
- 天満屋バスセンター - 岡山駅 - 山陽新聞社前 - 岡山大供 - 鉄工センター前 - 下撫川 - 川崎医大前 - 中庄駅

2016年2月1日に岡電バス・両備バス・下電バスの既存路線（大雲寺前経由）に移管
- 中庄駅 - 川崎医大前（構内） - 備中庄 - 庄新町 - 矢部公民館前

2005年2月1日に庄新町地区コミュニティタクシー「なかよし号」に移管。庄新町（中祥内科前） - 矢部公民館前間は廃止。
- 岡山中鉄バスセンター - 岡山駅 - 済生会病院前 - 三門 - 平津橋 - 平津小学校前 - 芳賀佐山団地北 - 上芳賀 - 国立病院 - 小幸田口 - 中原 - 津高妙でん寺前 - 笹ヶ瀬 - 岡山商大前 - 岡山大学筋 - 済生会病院前 - 岡山駅 - 天満屋バスセンター
- 天満屋バスセンター - 岡山駅 - 済生会病院前 - 三門 - 谷万成二丁目 - 岡山商大前 - 笹ヶ瀬 - 津高営業所妙でん寺前 - 中原 - 小幸田口 - 田益 - 国立病院（中鉄バスの紙定期券は使えたが、岡電バスのHareca定期券は使えなかった。三門 - 谷万成二丁目経由線の定期券はスポーツセンター経由線には使えなかった。）
- 岡山中鉄バスセンター - 岡山駅 - 済生会病院前 - 三門 - 平津橋 - 中川橋 - 大窪 - 稲荷山
- 岡山中鉄バスセンター - 岡山駅 - 済生会病院前 - 三門 - 平津橋 - 中川橋 - 真金十字路 - 大井川 - 東総社 - 総社（総社経由）
- 岡山中鉄バスセンター - 岡山駅 - 済生会病院前 - 三門 - 平津橋 - 中川橋 - 真金十字路 - 矢部 - 西郡 - 総社（山手経由）
- 倉敷駅 - 浜ノ茶屋 - 菅生小学校前 - 西坂台団地 - 西郡 - 総社 - 新本（総社 - 新本間は現存）

2005年7月13日から既存の山手ふれあいタクシーが生坂ハイツ・西坂台団地に停車。
2008年4月1日に以下の2路線に分割。
- 西坂地区コミュニティタクシー「やまびこ号」（倉敷中央病院・倉敷駅北口 - 浜ノ茶屋 - 生坂口 - 生坂ハイツ - 水別 - 西坂台団地）
- 山手ふれあいタクシー（2011年4月1日に雪舟くん・倉敷中央病院往復便に改称。倉敷中央病院・倉敷駅北口 - 水別 - 西坂台団地 - 西郡 - 総社駅）
- 天満屋バスセンター - 岡山駅 - 済生会病院前 - 岡山大学筋 - 岡山商大前 - 笹ヶ瀬 - 津高妙でん寺前 - 半田山ハイツ・津高台団地（循環）
  - 午前回り：津高妙でん寺前→中原→本村→半田山ハイツ東区→津高台中→津波井→津高妙でん寺前の順に循環
  - 午後回り：津高妙でん寺前→津波井→津高台中→半田山ハイツ東区→本村→中原→津高妙でん寺前の順に循環

2008年7月22日から岡電バスとの共同運行に移行。その際に循環運行を廃止して本村発着（中原 - 本村間は廃止）となった。
- 天満屋バスセンター - 岡山駅 - 済生会病院前 - 岡山大学筋 - 岡山商大前 - 津高妙でん寺前 - 中原 - 小幸田口 - 国立病院 - 吉備高原都市（きびプラザ・リハビリセンター）
- 天満屋バスセンター - NTT岡山前 - 岡山駅 - 済生会病院前 - 三門 - 万成 - 平津橋 - 一宮東 - 中川橋 - 吉備津神社参道口 - 真金十字路 - 稲荷参道口 - （稲荷山） - 高松駅前 - 大井川 - 足守駅 - 足守中之町 - 大井
- 天満屋バスセンター - NTT岡山前 - 岡山駅 - 済生会病院前 - 三門 - 万成 - 平津橋 - 一宮東 - 中川橋 - ＜吉備津神社参道口／吉備津神社口＞ - 吉備津神社

乗務員不足により2018年8月31日をもって休止（運行再開時にバスカードは使えない。Harecaは使える予定。）。
- 最上稲荷初詣臨時バス（備中高松駅北口臨時バスのりば - 稲荷山）

毎年正月三が日に運行されていたが、2020年より下電観光バスに移管された。
- 津山 - 福渡 - 金川 - 岡山

2003年7月31日をもって廃止。2013年12月1日「岡山エクスプレス津山号」という名称で子会社中鉄北部バス・両備ホールディングス（両備バス）・中国JRバスの共同運行として復活。
2017年12月1日からは両備バスの単独運行となった。
利用低迷を理由に2023年10月31日をもって廃止された。
- 津山 - 油木北 - 西川

2003年9月1日よりあさひチェリーバスに移管。
- 津山 - 石生 - 真加部 - 梶並

2002年4月1日よりかつたバスに移管。

## コミュニティバス
中鉄バスでは、「御津・建部コミュニティバス」の全線を岡山市より委託され運行している。

## 車両
自社導入車両は日野自動車製を主に導入しているが、中古車の導入により日産ディーゼル・三菱ふそう・いすゞ自動車製も在籍している。
近年は中古車の比率が高くなり、特に2014年から2019年にかけては関東バスからの中古ノンステップバスの導入が進められていた。
2017年には創立120周年を記念し、復刻塗装車両が3台登場。また2024年には新たなカラーリングが施された車両が登場している。高速バス・空港リムジンバス車両は2011年より緑色を基調とした専用塗装となっている。
路線バス
- 日野・ブルーリボン
- 三菱ふそう・エアロスター
- 三菱ふそう・エアロミディMK
- 日産ディーゼル・UA
- 日産ディーゼル・JP

高速バス・空港リムジンバス
- 日野・セレガ
- 三菱ふそう・エアロバス
- 三菱ふそう・エアロクイーン
- いすゞ・ガーラ

コミュニティバス
- 日野・リエッセ
- トヨタ・ノア
- トヨタ・ハイエース

主な移籍車の供給元
- 関東バス

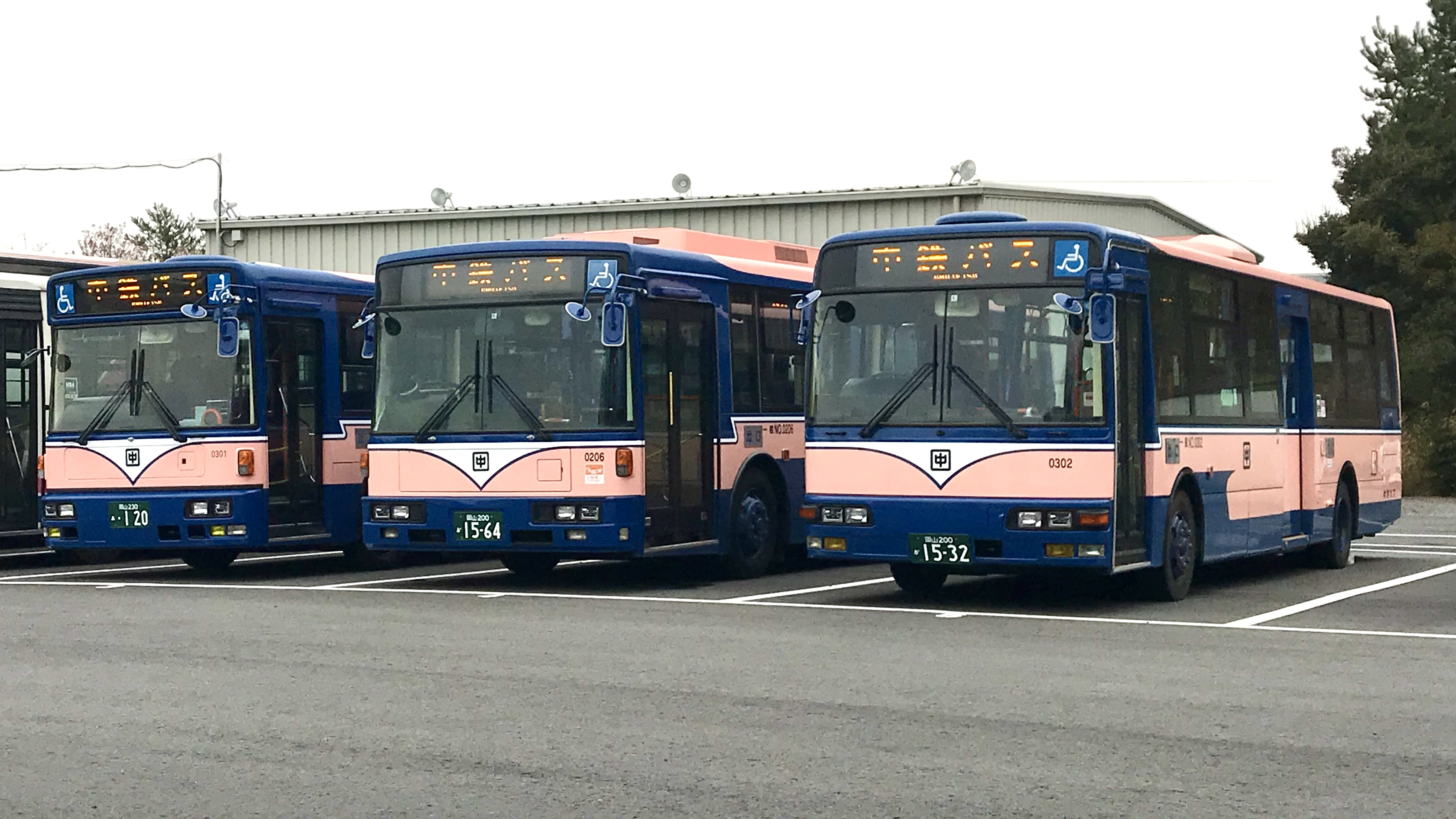
復刻塗装車両

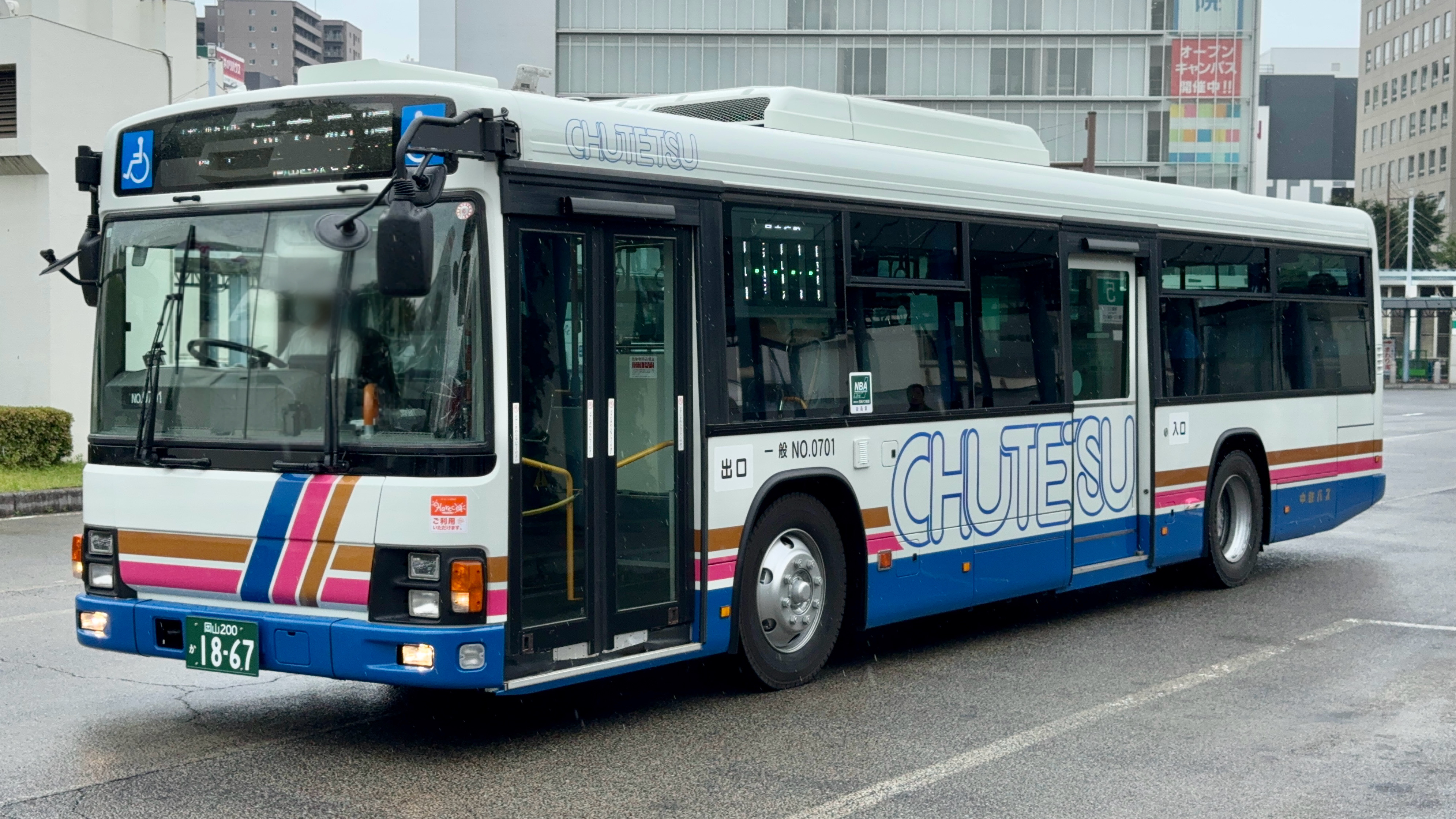
2024年に登場した新塗装車両。名古屋市交通局からの移籍

中鉄バス岡山営業所に在籍する移籍車で最も台数が多い。2013年から19年までに23台が中鉄バス及び中鉄北部バスに移籍した。9m中型車は全車中鉄北部バスに移籍、または転属した。また、この中で0204（岡山200か1463、元E6001）は岡山県下初の中型ロングのノンステップバスとなった。
また、同社から移籍した0301（元B6012）、0302（元E2301）、0206（元B1124）は中鉄グループ創立120周年記念復刻デザイン車となっている。
- 川崎鶴見臨港バス

2003年頃に同社の2H885（川崎22か1028）と2H886（川崎22か1029）の2台が移籍した。現在も教習車等で現役。
- 東都観光バス

2025年春ごろにいすゞガーラが1台移籍した。岡山空港リムジンバスとして運用されている。
- 名古屋市交通局

2024年夏ごろに2007年式の日野ブルーリボンⅡ、NH-108(名古屋200か1827)、NH-94(名古屋200か1813)、NH-113(名古屋200か1832)の合計3台が移籍した。
- 京成バス

2014年頃に高速用に富士重工業の車体を架装したいすゞガーラが移籍した。その後、岡山空港リムジンバスに転用されたが、2020年以降は0821の導入により、御津営業所管内のスクールバス運用に就いている。
- 両備ホールディングス（リース移籍）

岡山空港リムジンバス用、高速バス用に高速者やリースがなされている。
- WILLER EXPRESS

2019年に岡山空港リムジンバス用に福岡響観光を経由して導入された。
また、自家用（企業送迎）として使用されていた移籍車も存在する。
かつて在籍した移籍車
- 神戸市交通局
- 多摩バス（西東京バス）
- 東武鉄道
- 近江鉄道
- 尼崎市交通局

2014年に尼崎市交通局11-751（元：神戸200か398）が岡山営業所に配属され、0001となり国道53号線方面に運用された。中鉄バス初のノンステップバスとなったと同時に、津高方面の4路線内でも定期運用では初のノンステップバスとなった。2025年初夏に元名古屋市交通局の0703に置き換えられ除籍された。
- 中日臨海バス
- 帝産観光バス

### 車両番号
中鉄バス・中鉄北部バスの車両には4桁の車両番号が付与されており、基本的に以下の法則に基づいている。
| 89   | 0    | 5    |
| ---- | ---- | ---- |
| 年式 | 用途 | 連番 |

- 千 - 百の位（上2桁）：年式（西暦の下2桁）
- 十の位：用途
  - 0-1：大型一般路線車両（大型ショート・中型ロング車両含む）
  - 2：高速バス・空港リムジン車両
  - 3：特急・長距離路線車両（ワンロマ）※現存せず
  - 4：両備バスからリース移籍の高速・空港リムジン・貸切車両（2022年以降、それ以前は下記の例外を参照）
  - 5-6：中型車両（一般路線・高速・スクールなど用途問わず）
  - 7：小型車両（2002年以降に導入された小判ナンバー車両のみ。それ以外は中型車両と同じく「5」）
  - 8：乗用車（コミュニティバス用のノア、ハイエース）
- 一の位：連番

つまり、例にあげた8905号車は「1989年式の大型一般路線車両の5台目」ということになる。
ただし例外があり、かつて存在した空港リムジン用の1989年式の三菱ふそう・エアロキング には「2001」の車番が付与された。また両備グループからリース移籍の高速バス・空港リムジン用車両には年式に関わらず「2021」 - 「2028」の車番が付与されていたが、2022年以降は新たに年式＋40番台の車番が付与されている。
このほか、自社導入車と移籍車で連番を区切った事例がある（例：1991年式の自社導入の大型一般路線車は9101-9103まで導入されたが、後年に移籍してきた同年式の中古車両には9110-9115の車番が付与された）。
1979年以前は付番形式が異なっていた（1993年に導入された大型一般路線車では、導入当時まだ一部残存していた付番形式変更前の1979年式の車両と車番が重複するために、欠番になっているものがある）。

## 関連会社
- 中鉄観光
- 中鉄北部バス
- 中鉄美作バス
- エスアールティー
- 岡山ルートサービス
- タスコーポレーション
- ヒルゼン観光（岡山県との第3セクター）
- 恩原高原観光開発